# Tutta una vita (film 1941)
Tutta una vita è un film del 1941, diretto dal regista Tay Garnett.